# 195 Evrikleja
195 Evrikleja (mednarodno ime 195 Eurykleia) je asteroid tipa C v glavnem asteroidnem pasu. 

## Odkritje
Asteroid je odkril avstrijski astronom Johann Palisa 19. aprila 1879 v Pulju . Poimenovan je po Evrikleji, dojilji Odiseja iz Homerjevega epa Odisej.

## Lastnosti
Asteroid Evrikleja obkroži Sonce v 4,88 letih. Njegova tirnica ima izsrednost 0,042, nagnjena pa je za 6,967° proti ekliptiki. Njegov premer je 85,71 km, okoli svoje osi se zavrti v 16,521 h.